# Roman Szaronow
Roman Siergiejewicz Szaronow (ros. Роман Сергеевич Шаронов, ur. 8 lutego 1976 w Moskwie) – rosyjski piłkarz, obrońca reprezentacji Rosji.
Debiut w reprezentacji Rosji: 31 marca 2004 roku (Rosja – Bułgaria 2:2). Uczestnik Mistrzostw Europy w 2004 w Portugalii (rozegrał 1 mecz; w pierwszym meczu z Hiszpanią dostał czerwoną kartkę).
Występował w takich klubach jak: Lokomotiw Moskwa, FC Fuabo, Metałłurg Krasnojarsk, Rubin Kazań, Terek Grozny, Szynnik Jarosław. Od 2008 do 2014 roku ponownie był obrońcą Rubinu Kazań, w którym zakończył karierę.